# Roland Perret
Roland Perret (* 23. Oktober 1927 in Horn, Kanton Thurgau; † 12. Februar 2006 in St. Gallen) war ein Schweizer Vielseitigkeitsreiter, Unternehmer und Sportfunktionär.
Von 1988 bis 1992 war er Vizepräsident des Schweizerischen Verbands für Pferdesport. Des Weiteren war er Equipechef, Jurypräsident, internationaler Richter und Delegationschef.

## Olympische Spiele
Bei den Olympischen Spielen 1956 in Stockholm ritt er für die Schweiz und belegte mit Erlfried im Einzel den 31. Platz und mit der Schweizer Mannschaft Rang 8.
Während des Geländeritts stürzte ein deutscher Reiter, woraufhin Perret dessen Pferd einfing, seinem Reiter übergab und den entsprechenden Zeitverlust in Kauf nahm. Daraufhin erwähnte ihn Queen Elisabeth als Beispiel für Fairness.
Bei den Olympischen Spielen 1984 finanzierte er die Reise von Europameister Hansueli Schmutz und dessen Pferd Oran aus der eigenen Tasche. Schmutz und sein Pferd siegten in der Dressur und belegten in der Gesamtwertung Platz 11.

## Privates
Mit seiner Ehefrau Sonja hat er fünf Kinder, Danièle (* 1958), Maurice (* 1959), Nicole (* 1961), Nadine (* 1967) und Jaqueline (* 1964).
Seine Tochter Nicole Josuran-Perret und ihr Mann Patrik Josuran führen die Reitanlage Stall Josuran in Horn. Seine Tochter Danièle Vogg-Perret leitet gemeinsam mit Ehemann Jörg Vogg und ihren drei Söhnen (Christian (* 1988), Felix (* 1990) und Ben (* 1992)) die Reitanlage Gut Weiherhof am Bodensee.